# Hypotéza dárkových předmětů do koupele
Hypotéza dárkových předmětů do koupele je jedenáctý díl druhé řady amerického televizního seriálu Teorie velkého třesku. V této epizodě hostují Michael Trucco a Michael Hyatt. Režisérem epizody je Mark Cendrowski.

## Děj
Sheldon má obavy z blížících se Vánoc a z toho, že neví, jaký dárek má koupit Penny. Je pro něj důležité, aby vzájemně věnované dary měly stejnou hodnotu, o to těžší si to dělá. Rozhodne se pro dárkový koš s kosmetikou, v obchodě ale narazí na různě velké koše a neví, pro jaký se rozhodnout (protože neví, jak nákladný dar mu dá Penny). Koupí tedy všechny velikosti a poté, co se dozví, jak hodnotý dar mu dala Penny, dá jí dárkový koš v obdobné hodnotě (pro který si dojde k sobě do pokoje, kde má všechny velikosti uskladněné). Penny mu dá ubrousek, na kterém je vzkaz od Leonarda Nimoye, jeho podpis a také jeho DNA, neboť si do něj otřel ústa. Sheldona dar ohromí natolik, že Penny přinese všechny nakoupené dárkové koše a usoudí, že to není dostatečné. Jako dodatečné poděkování se ji tedy rozhodne obejmout (což obvykle ze strachu z bakterií s nikým nedělá). Leonard to označí za zázrak Saturnálií.
Mezitím se Leonard potkává s dalším fyzikem, Davidem (Michael Trucco). Ačkoliv ví, že je David hezčí a úspěšnější, než on sám, rozhodne se s ním spolupracovat na výzkumu. Obrátí proti němu ve chvíli, kdy mu představí Penny, která s ním obratem začíná chodit. Vztah ale rychle ztroskotá, když Penny objeví v Davidově mobilu nahé fotografie jeho manželky. Leonard se na Penny oboří, že se mu nelíbí, že s jiným vědcem se do vztahu pustí hned a jeho ignoruje. Oba se pak navzájem obejmou.

## Obsazení
| Johnny Galecki | Leonard Hofstadter |
| Jim Parsons    | Sheldon Cooper     |
| Kaley Cuoco    | Penny              |
| Simon Helberg  | Howard Wolowitz    |
| Kunal Nayyar   | Raj Koothrappali   |
| Michael Trucco | David Underhill    |
| Michael Hyatt  | Charlotte          |